# Hurtigruten minutt for minutt
Hurtigruten minutt for minutt er en 134 timer lang norsk TV-udsendelse, som blev sendt direkte på NRK2 og NRK Nett-TV fra 16. juni 2011 til 22. juni samme år. Programmet fulgte hurtigruteskibet MS Nordnorge på rejsen fra Bergen til Kirkenes i lidt over fem og et halvt døgn sammenhængende. Udsendelsen er registreret i Guinness Rekordbog som verdens længste uafbrudte direkte TV-dokumentar, med en registreret tid på 134 timer, 42 minutter og 45 sekunder. Ved Gullruten 2012 blev programmet kåret til årets nyskabelse, mens Jan Benkholt fik prisen for bedste foto flerkamera. 
I 2012 blev programmet i sin helhed indskrevet i Norges dokumentarv, et register over de vigtigste dokumenter i Norges historie.
Ideen til programmet dukkede op på Twitter 27. november 2009, mens NRK2 sendte den 7½ timer lange dokumentar Bergensbanen minutt for minutt. Programmet var det tredje TV-programmet i NRK's koncept Minutt for minutt.